# Therese von Artner
Maria Therese von Artner (pseudonim Theone); (Šintav, Slovačka, 19. travnja 1772. – Zagreb, 25. studenog 1829.), njemačka književnica i slikarica.
Od rane mladosti bavila se književnošću i slikarstvom. Prvo objavljeno djelo bilo je prigodnica u čast grofice Eleonore Pejačević. Do dolaska u Zagreb objavila je nekoliko zbirki pjesama i jednu dramu. Dolaskom u Zagreb 1822. godine više je pisala i objavljivala. Za nas je najznačajnije njezino djelo (uz nekoliko drama za zagrebačko kazalište) knjiga putopisa "Briefe uber einen Theil von Croatien und Italien an Caroline Picher" koja opisuje njezina putovanja od Zagreba preko Siska, Gline, Topuskog, Ogulina, Plitvičkih jezera do Rijeke (a potom po Italiji) s nizom podataka o povijesnim i gospodarskim prilikama te arheološkim i folklornim osobnostima kraja kroz koji je prolazila. Odlomci putopisa prevedeni su kod nas i objavljeni u Zagrebu 1942. pod naslovom "U dragom kraju". 